# Barbey (Seine-et-Marne)
Barbey település Franciaországban, Seine-et-Marne megyében. Lakosainak száma 151 fő (2022. január 1.). Barbey Villeneuve-la-Guyard, La Brosse-Montceaux, Marolles-sur-Seine és Misy-sur-Yonne községekkel határos.

## Népesség
A település népességének változása:
| Lakosok száma | 167  | 151  | 148  | 150  | 152  | 154  | 153  | 151  |
|               | 2013 | 2015 | 2017 | 2018 | 2019 | 2020 | 2021 | 2022 |